# Dämmerattacke
Dämmerattacke ist eine klinische Bezeichnung für Zustände kurzfristiger Bewusstseinsveränderungen. Im Gegensatz zu den zeitlich weit unschärfer begrenzten Dämmerzuständen dauert dieser paroxysmale Zustand je nach Autor ca. 30 Sekunden bis zu 2 Minuten bzw. er wird allgemeiner mit einer Dauer von „Sekunden bis Minuten“ angegeben. Er kann allmählich oder plötzlich abklingen. Dämmerattacken können in einen postparoxysmalen Dämmerzustand übergehen. Sie können sogar als Aura eines Grand-mal-Anfalls auftreten. Nach der Definition von Meyer-Mickeleit (1950, 1953) handelt es sich bei den Dämmerattacken um „kurze anfallsartige Bewußtseinsveränderungen, die meist von motorischen Automatismen, vegetativen Symptomen, sinnlosem Handeln und Sprechen begleitet sind […]. Sie gehen häufiger als andere Anfallsformen mit Halluzinationen und sonstigen abnormen Erlebnissen einher.“ Diese Definition umfasst nicht nur eine große Variationsbreite klinischer Verlaufsformen, aus ihr ergibt sich auch eine Vielzahl synonymer Benennungen wie etwa psychomotorische Anfälle als Kombination von multipler motorischer und psychopathologischer Symptomatik. Die ebenfalls synonym gebrauchte Bezeichnung einer Temporallappenepilepsie kann jedoch nicht als völlig übereinstimmender Terminus verstanden werden. Sie stellt lediglich eine sinnverwandte Bezeichnung dar, wie aus folgenden klinisch-topischen Gesichtspunkten hervorgeht.

## Topistische Hirnforschung
Man hat versucht, topische Wechselbeziehungen aufzustellen zwischen bestimmten Formen von Dämmerattacken und einem gleichbleibenden pathologisch-anatomischen Substrat innerhalb des Gehirns. Damit wäre eine lokalisatorische (fokale) Systematik der Epilepsien auf die Dämmerattacken anwendbar ähnlich wie etwa bei den Jackson-Anfällen. Mit gewisser Häufigkeit wurde eine Beziehung herausgestellt zwischen Temporallappen und psychomotorischer Symptomatik. Es ist daher auch von „eigentlichen Dämmerattacken“ gesprochen worden. Allerdings entspricht nicht jeder psychomotorische Anfall einer Temporallappenepilepsie. Je nach Autor lässt sich in 30–50 % der Fälle kein Herd im Schläfenlappen feststellen. Insbesondere psychomotorische Anfälle im Kindesalter sind nicht immer auf einen Herd im Schläfenlappen zurückzuführen. Andererseits müssen nicht alle im EEG innerhalb des Schläfenlappens nachweisbaren Herde mit psychomotorischen Anfällen einhergehen. Auch andere Hirnstrukturen wie das limbische System nehmen bei den Dämmerattacken ebenfalls eine zentrale Stellung ein. Insbesondere das Ammonshorn ist der am meisten krampfbereite Anteil des gesamten Gehirns. Bereits kleine Tumoren, entzündliche Herde oder Narben in der topischen Nachbarschaft des Ammonshorns, die dieses selbst nicht zerstören, haben häufig Dämmerattacken zur Folge. Zur Schädigung des Ammonshorns (Ammonshornsklerose) soll es unter der Geburt kommen durch Einklemmung in den Tentoriumschlitz. Bereits 1889 hatte John Hughlings Jackson (1835–1911) erkannt, dass sich psychomotorische Anfälle vom basalen Temporallappen ausbreiten und diese als uncinate fits ‚Uncinatus-Anfälle‘, bezeichnet, siehe Uncus gyri parahippocampalis. Hallen hat 1957 diese topische Bestimmung weiter klinisch untergliedert.